# Aporobopyrina anomala
Aporobopyrina anomala är en kräftdjursart som beskrevs av Clements Robert Markham 1973. Aporobopyrina anomala ingår i släktet Aporobopyrina och familjen Bopyridae.
Artens utbredningsområde är Mexikanska golfen. Inga underarter finns listade i Catalogue of Life.